# Evangelische Kirche Rimbach

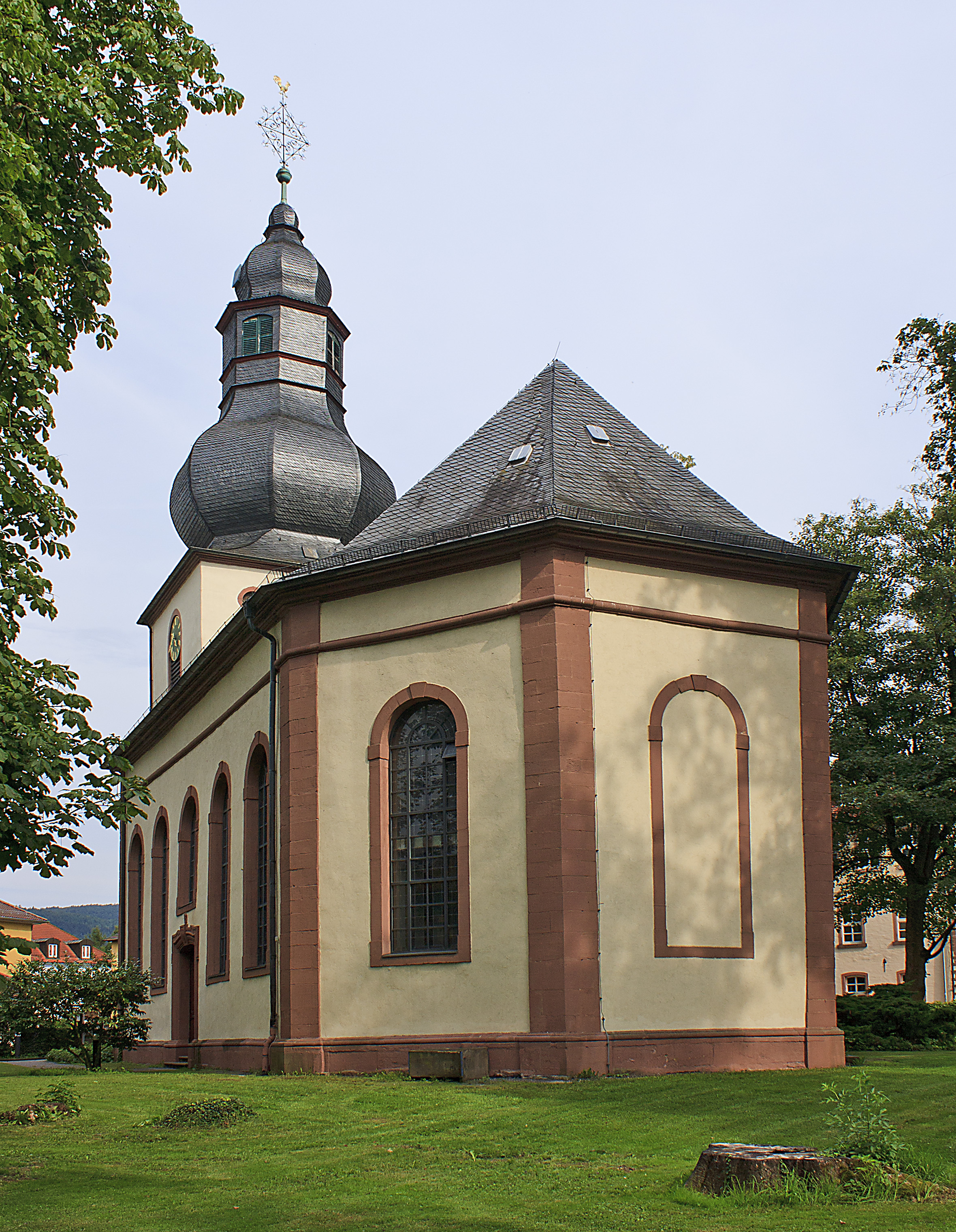
Evangelische Kirche Rimbach

Die Evangelische Kirche Rimbach ist ein denkmalgeschütztes Kirchengebäude, das in Rimbach steht, einer Gemeinde im Landkreis Bergstraße in Hessen. Die Kirchengemeinde gehört zum Dekanat Bergstraße in der Propstei Starkenburg der Evangelischen Kirche in Hessen und Nassau.

## Beschreibung
An den gotischen Chorturm wurde nach Plänen von Philipp Jakob Blattner 1777–79 ein neues Kirchenschiff mit Lisenen an den Ecken, Bogenfenstern und einem dreiseitigen Schluss im Westen gebaut. 1837/38 wurden die Emporen erweitert. Die Muldendecke im Innenraum wurde 1894 durch ein hölzernes Gewölbe ersetzt. Der Turm wurde erhöht und mit einer achtseitigen Welschen Haube versehen. 
Die Brüstung der Empore über dem Altar ist mit Ölmalerei versehen. Der Altar, die Kanzel mit ihrem Schalldeckel und die Orgel stehen in einer Achse. Die erste Orgel wurde 1742 gebaut. Sie wurde 1969 durch eine Orgel mit 30 Registern auf drei Manualen und Pedal von der Michael Becker Orgelbau ersetzt. 2013 wurde sie zunächst von der Förster & Nicolaus Orgelbau und dann von Michael Becker restauriert.